# HEFA
HEFA byla obchodní značka firmy Ing. Hejduk & Faix, a.s. v Praze, která se stala proslulou výrobou čerpacích stojanů na benzín.

## Vznik
První benzínovou stanici postavila firma „bratři Zikmundové" roku 1923 v Praze na náměstí Republiky. Po této čerpací stanici začaly růst v Československu desítky dalších čerpacích stanic.  
Dne 1. července 1924 založili František Hejduk a Josef Faix veřejnou obchodní společnost se sídlem Praha II. Ječná 11 č.p. 1434. Na stejné adrese bydlel zakladatel strojní technik František Hejduk, který později používal titul Ing. Společníkem byl obchodník Josef Faix, který bydlel na adrese Praha II. Benátská 3.
Během několika let vznikly desítky benzínových stanic, které byly vyrobeny firmou HEFA. Nejen tento specializovaný sortiment byl ve výrobním programu HEFA. Čerpadla na různé kapaliny jsou často konstrukčně podobná, a proto se v nabídce firmy se objevily:
- vodní čerpadla samonasávací
- automatické domácí vodárny
- rotační vodokružné vývěvy
- kompresory pro huštění pneumatik
- průtokové měřiče od nejmenších velikostí až po velkoměřiče pro dálková potrubí o průměru do 250 mm[2]

V roce 1933 firma HEFA dodala dvě benzínová čerpadla do PALACE GARAGE v Hradci Králové.
V roce 1934 nabízela firma ve své prodejně v Biskupské ulici 1:
- moderní benzínové stanice s úředně cejchovanými odměrnými aparáty vlastních konstrukcí patentovaných ve všech státech
- nádobové odměrky HAMMOND
- průtokové čtyřpístové měřiče pro pouliční stanice
- benzínové sklady
- automobilové tanky
- VOLUMETR HEFA, nejpřesnější dosud systemizovaný měřič
- průtokový měřič s automatizovanou regulací objemu
- olejové měřiče průtokové
- pístové pumpy na olej
- podzemní bezpečnostní sklady benzínu a olejů
- mísící stanice na líh a benzín
- autocisterny

Ve třicátých letech HEFA uvedla na trh výdejní stojany s komorovými měřidly průtoku s mechanickými ručkovými ukazateli vydávaného množství.  Tím se stala prvním výrobcem ve střední Evropě, který použil vlastní konstrukci.
V roce 1938 firma nabízela mimo běžné pumpy i benzínové a olejové stanice. Sídlo firmy bylo v Praze-Vysočanech, Na Harfě, Štítného 536, dnešní ulice Čerpadlová.
Firma HEFA nabízela v roce 1944 pumpy stojanové, studniční, ruční i motorové, automatické domácí vodárny a „podstřikovače“ zahrad, parků, polí.

## Konstrukce výdejních stojanů
- ruční čerpání pákou
- v případě prodeje dvou produktů (benzin a lihobenzin) stačil jeden stojan vybavený třícestným pákovým ventilem
- tankovací pistoli s hadicí bylo možno uzamknout ve skříni stojanu
- výdejní stojany byly opatřeny komorovými měřidly průtoku s mechanickými ručkovými ukazateli vydávaného množství[5]
- průtok benzinu bylo možno kontrolovat díky skleněné trubici
- tím byla zajištěna vizuální kontrola čistoty benzínu a přítomnost vzduchových bublin, které by mohly ovlivnit přesnost měření

## Kvalita výrobků
Čerpací stojany vyrobené ve třicátých letech byly používány až do šedesátých let 20. století. Přesto se jich dochovalo málo. Jedním z dochovaných a restaurovaných stojanů je kus, který zakoupil pan Jaroslav Tomsa v Turnově pro svou dopravní firmu a také pro veřejnost. Po znárodnění sloužil stojan Technickým službám města Turnova.

## Po 2. světové válce

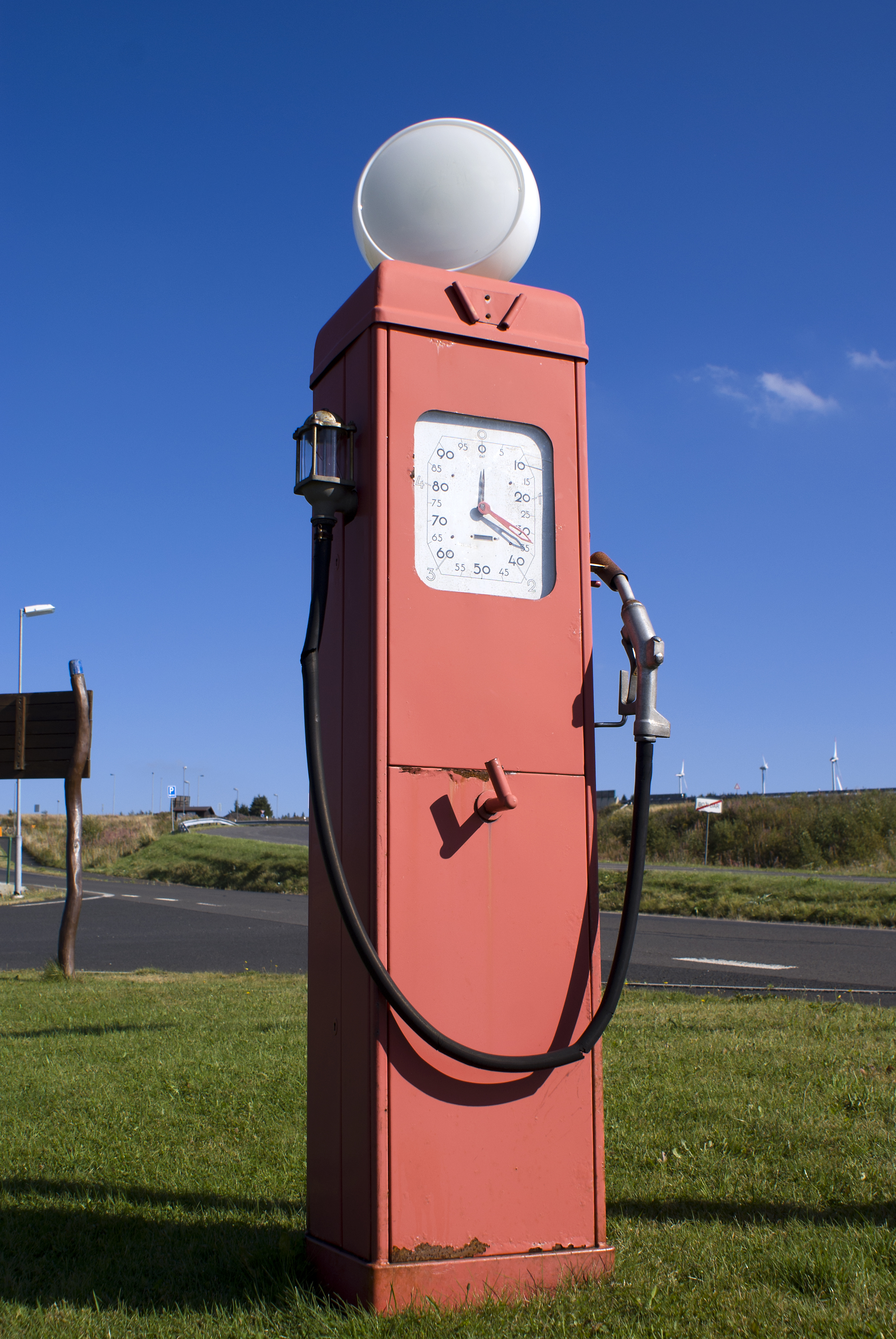
Památkově chráněný stojan v Božím Daru

Dne 4. června 1945 byla zavedena národní správa. Zatímním národním správcem byl ustanoven Ing. Dr. Jan Neumann, Praha XVI,. Jahnova 26.
Dne 2. srpna 1945 byl jmenován další zatímní národní správce JUDr. Karel Kulíšek, Praha II., Spálená 16.
Dne 1. ledna 1946 vznikl Hefa, národní podnik, Praha-Vysočany, Poděbradská třída č.508. Předmětem jeho činnosti byla výroba zařízení pro uskladnění, měření a dopravu tekutých paliv, mazacích olejů a jiných tekutých látek.
V roce 1946 vyráběla firma měřič Ch 1250 s výkonem 1000 litrů kapaliny za minutu. Měřič dodávala do Stalinových závodů.
První pracovní den roku 1947 nastoupili pracující HEFA do továrních hal vyzdobených prapory, hesly a chvojím. Začala Dvouletka neboli Dvouletý hospodářský plán. Úkol prvého dne byl splněn. Bylo vylosováno 40 pracovníků, kteří dostali každý 1000 Kčs z osobních darů ředitele Dr. Ing. Jana Neumana a náměstka JUDr. Karla Kulíška.
Dne 9. prosince 1947 byla firma HEFA ustanovena národním správcem firmy „Havlík, továrna leteckých součástek, a. s. Mělník" O závodu se psalo jako o HEFA, závod III. Národní správa byla 26. října 1948 zrušena.
Dne 8. února 1948 měl pohřeb Josef H. Faix, spoluzakladatel firmy HEFA.
Dne 23. dubna 1948 byl Magistrátem hlavního města Prahy odsouzen vedoucí závodní kuchyně firmy HEFA k trestu vězení na dobu jednoho týdne a k peněžité pokutě 5000 Kčs za nákup koňského masa pro závodní kuchyň bez odběrních dokladů.
V roce 1948 sídlil závod Vysočany na adrese Poděbradská 508.
Ode dne 1. ledna 1950 nabyla účinnost vyhláška ministra průmyslu č.1746 ze dne 26. července 1949 o změně názvu Hefa, národní podnik na HEFA, národní podnik a současně nabyla účinnost vyhláška ministra průmyslu č. 1747 ze dne 26. července 1949 o začlenění závodu v Praze-Holešovicích, který byl součástí Povážských strojární, n. p.
V roce 1950 měla HEFA n. p. tyto závody:
- hlavní závod
- závod 2 v Úvalech[22] (bývalá firma Elektronspol)[23][nenalezeno v uvedeném zdroji]50°4′49,74″ s. š., 14°42′48,55″ v. d.
- závod 4 v ulici U průhonu 5  50°6′19″ s. š., 14°26′55″ v. d.
- závod 4 (slévárna) na ulici Dělnická 47- dříve Pražská metalurgie (bývalá Slévárna Bendelmayer)[24] 50°6′13″ s. š., 14°26′54″ v. d.

Do obchodního rejstříku byla Hefa, národní podnik; (ang. Hefa, National Corporation; nem:Hefa, Nationalunternehmen) zapsána 23. března 1951.
Po sloučení s národním podnikem ČKD Praha byl dne 1. dubna 1958 Hefa, n. p. vymazán z Obchodního rejstříku.
Jiné prameny uvádějí, že VHJ (výrobně hospodářská jednotka) ČKD Praha, národní podnik, která vznikla 1. dubna 1958 byl vedoucím podnikem, kterému byly podřízeny další národní podniky:
- ČKD Stalingrad
- ČKD Sokolovo
- Hefa Vysočany
- Stavoloko Radotín
- Atmos Žandov
- Švermovy závody Slaný

Dle tohoto pramene zanikla Hefa Vysočany až 1. dubna 1960 začleněním do ČKD Sokolovo.
V roce 1962 byly výdejové stojany typu HEFA 86-30 nabízeny podnikem Stavoexport Praha za 4700 Kčs. Rotační průtokový měřič HEPA L 300 s dvěma křídlovými písty byl součástí automobilní cisterny Praga V3S-C.

## Převedení výroby
Po sloučení s národním podnikem ČKD Praha se výrobní program přestěhoval do Novoborských strojíren. V roce 1961 byla výroba přestěhována do národního podniku Adamovské strojírny. Ten byl jediným výrobcem výdejních stojanů v Československu, ale i gestorem výroby v celém RVHP.